# Ahir

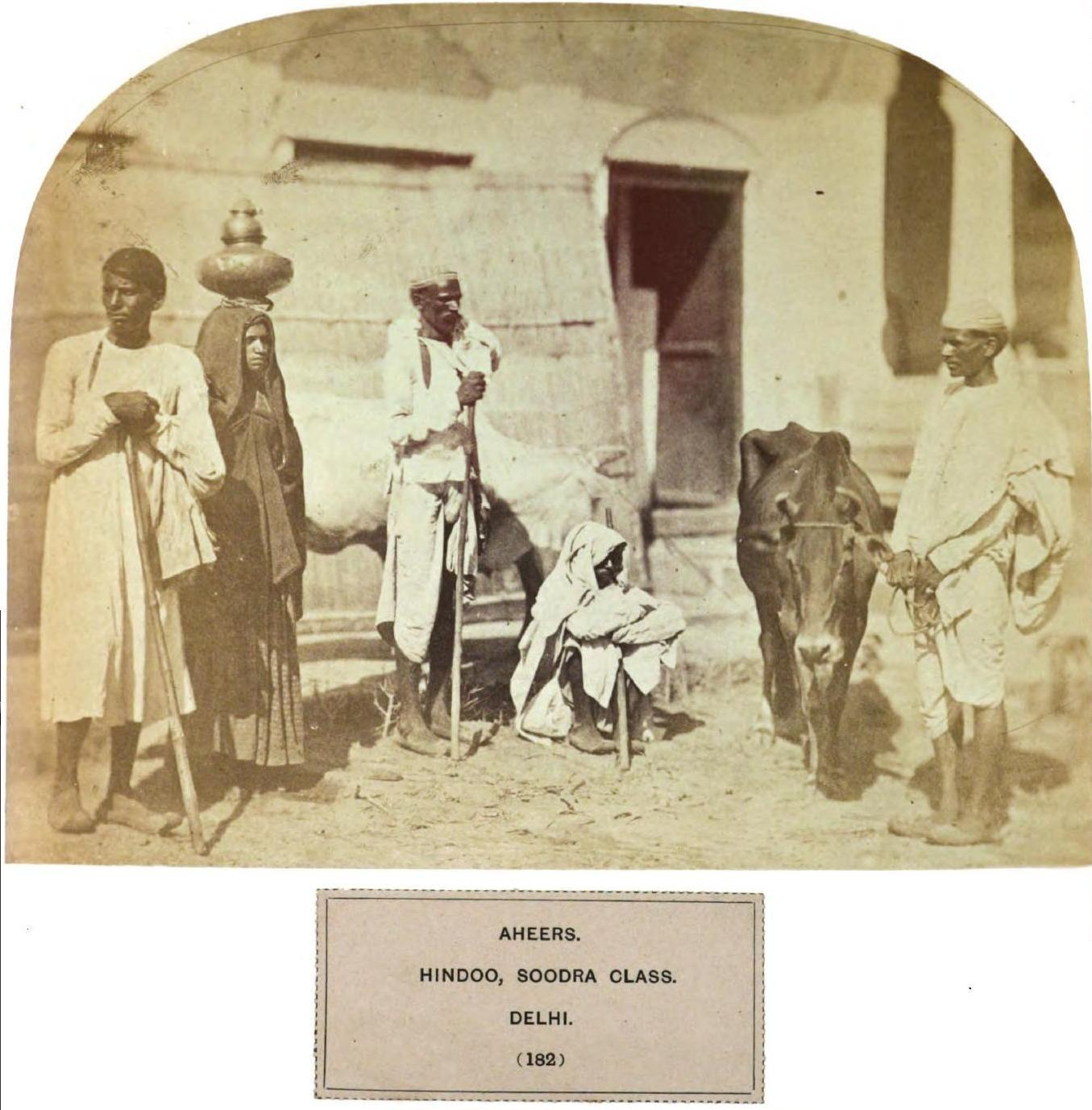
Un grupo de Ahir en los alrededores de Delhi, India, 1868

Ahir es un grupo étnico indio, algunos de cuyos miembros se identifican como formando parte de la comunidad Yadav ya que consideran que ambos términos son sinónimos. Los ahirs se describen a sí mismos como una casta, clan, comunidad, raza y tribu. Los principales grupos en la estructura social ahir son los Yaduvanshi, Nandvanshi, y Gwalvanshi. Estas variadas divisiones representan diferentes mitos sobre su origen.
La ocupación principal y tradicional de los ahirs es la ganadería. Habitan por toda la India aunque existen concentraciones más elevadas en las áreas del norte. Se los conoce por diversos nombres, incluidos Gavli (en el Deccan) y Ghosi o Gaddi (si convertido al islam).
La palabra ahir se deriva del sánscrito Abhir que significa pastor de vacas. Los herederos tienen su propia tradición de que una vez que un brahmán se casó con una prostituta y su descendencia fue declarada como Ummat Sangiah (casta), una hija de Ummat Sangiah se casó con un brahmán y su descendencia fue llamó Abhir o Gwali o pastor y luego la palabra se volvió mala y se convirtió en Ahir.